# 沮州
沮州，南北朝时北周及唐朝初年设立的州。
北周在南襄阳郡重阳县（治所在今湖北省南漳县）设置沮州。周武帝天和二年（567年）沮州废除，并入襄州。王世充开明二年（620年）王世充的郑国，以襄州南漳县设置沮州，隶属于襄州行台。唐高祖武德四年（621年），唐灭郑，废除沮州，南漳县再属襄州。